# ISU Challenger Series 2016/2017
ISU Challenger Series 2016/2017 – 3. edycja cyklu zawodów Challenger Series w łyżwiarstwie figurowym. Zawodnicy podczas sezonu wystąpili w dziewięciu zawodach tego cyklu. Rywalizacja rozpoczęła się w Bergamo 8 września, a zakończyła w chorwackim Zagrzebiu turniejem Golden Spin of Zagreb, który odbył się w dniach 7 – 10 grudnia 2016 roku.

## Kalendarium zawodów
| Lp. | Data                              | Miejsce        | Zawody                       | Źr. |
| --- | --------------------------------- | -------------- | ---------------------------- | --- |
| 1   | 8–11 września 2016                | Bergamo        | Lombardia Trophy             |     |
| 2   | 14–18 września 2016               | Salt Lake City | U.S. International Classic   |     |
| 3   | 22–24 września 2016               | Oberstdorf     | Nebelhorn Trophy             |     |
| 4   | 28 września – 1 października 2016 | Montreal       | Autumn Classic International |     |
| 5   | 28 września – 1 października 2016 | Bratysława     | Memoriał Ondreja Nepeli      |     |
| 6   | 6–9 października 2016             | Espoo          | Finlandia Trophy             |     |
| –   | 9–13 listopada 2016               | Kijów          | Ukrainian Open (odwołano)    |     |
| 7   | 17–20 listopada 2016              | Warszawa       | Warsaw Cup                   |     |
| 8   | 22–27 listopada 2016              | Tallinn        | Tallinn Trophy               |     |
| 9   | 7–10 grudnia 2016                 | Zagrzeb        | Golden Spin of Zagreb        |     |

## Medaliści

### Soliści
| Zawody                       | 1. miejsce        | 2. miejsce        | 3. miejsce       | Źr.   |
| ---------------------------- | ----------------- | ----------------- | ---------------- | ----- |
| Lombardia Trophy             | Shōma Uno         | Jason Brown       | Max Aaron        | [ 1 ] |
| U.S. International Classic   | Jason Brown       | Takahito Mura     | Adam Rippon      | [ 2 ] |
| Nebelhorn Trophy             | Aleksandr Pietrow | Jorik Hendrickx   | Grant Hochstein  | [ 3 ] |
| Autumn Classic International | Yuzuru Hanyū      | Misza Ge          | Max Aaron        | [ 4 ] |
| Memoriał Ondreja Nepeli      | Siergiej Woronow  | Kevin Reynolds    | Roman Sawosin    | [ 5 ] |
| Finlandia Trophy             | Nathan Chen       | Patrick Chan      | Maksim Kowtun    | [ 6 ] |
| Warsaw Cup                   | Alexander Majorov | Dmitrij Alijew    | Stéphane Walker  | [ 7 ] |
| Tallinn Trophy               | Roman Sawosin     | Anton Szulepow    | Andrew Torgashev | [ 8 ] |
| Golden Spin of Zagreb        | Alexei Bychenko   | Danijjel Samochin | Keegan Messing   | [ 9 ] |

### Solistki
| Zawody                       | 1. miejsce               | 2. miejsce               | 3. miejsce            | Źr.    |
| ---------------------------- | ------------------------ | ------------------------ | --------------------- | ------ |
| Lombardia Trophy             | Wakaba Higuchi           | Kim Na-hyun              | Mirai Nagasu          | [ 10 ] |
| U.S. International Classic   | Satoko Miyahara          | Mariah Bell              | Karen Chen            | [ 11 ] |
| Nebelhorn Trophy             | Mai Mihara               | Jelizawieta Tuktamyszewa | Gabrielle Daleman     | [ 12 ] |
| Autumn Classic International | Mirai Nagasu             | Alaine Chartrand         | Elizabet Tursynbajewa | [ 13 ] |
| Memoriał Ondreja Nepeli      | Marija Sotskowa          | Julija Lipnicka          | Mariah Bell           | [ 14 ] |
| Finlandia Trophy             | Kaetlyn Osmond           | Mao Asada                | Anna Pogoriła         | [ 15 ] |
| Warsaw Cup                   | Nicole Schott            | Kailani Craine           | Aleksandra Awstrijska | [ 16 ] |
| Tallinn Trophy               | Stanisława Konstantinowa | Sierafima Sachanowicz    | Bradie Tennell        | [ 17 ] |
| Golden Spin of Zagreb        | Carolina Kostner         | Jelizawieta Tuktamyszewa | Alona Leonowa         | [ 18 ] |

### Pary sportowe
| Zawody                       | 1. miejsce                             | 2. miejsce                            | 3. miejsce                            | Źr.    |
| ---------------------------- | -------------------------------------- | ------------------------------------- | ------------------------------------- | ------ |
| Lombardia Trophy             | Nicole Della Monica / Matteo Guarise   | Valentina Marchei / Ondřej Hotárek    | Rebecca Ghilardi / Filippo Ambrosini  | [ 19 ] |
| U.S. International Classic   | Brittany Jones / Joshua Reagan         | Jessica Calalang / Zack Sidhu         | Alexandria Shaughnessy / James Morgan | [ 20 ] |
| Nebelhorn Trophy             | Alona Sawczenko / Bruno Massot         | Lubow Iluszeczkina / Dylan Moscovitch | Mari Vartmann / Ruben Blommaert       | [ 21 ] |
| Autumn Classic International | Julianne Séguin / Charlie Bilodeau     | Vanessa James / Morgan Ciprès         | Marissa Castelli / Mervin Tran        | [ 22 ] |
| Memoriał Ondreja Nepeli      | Jewgienija Tarasowa / Władimir Morozow | Yūko Kawaguchi / Aleksandr Smirnow    | Natalja Zabijako / Aleksandr Enbiert  | [ 23 ] |
| Finlandia Trophy             | Meagan Duhamel / Eric Radford          | Kristina Astachowa / Aleksiej Rogonow | Mari Vartmann / Ruben Blommaert       | [ 24 ] |
| Warsaw Cup                   | Valentina Marchei / Ondřej Hotárek     | Chelsea Liu / Brian Johnson           | Minerva Fabienne Hase / Nolan Seegert | [ 25 ] |
| Tallinn Trophy               | Alina Ustimkina / Nikita Wołodin       | Alisa Jefimowa / Aleksandr Korowin    | Goda Butkutė / Nikita Jermołajew      | [ 26 ] |
| Golden Spin of Zagreb        | Nicole Della Monica / Matteo Guarise   | Kristina Astachowa / Aleksiej Rogonow | Ashley Cain / Timothy LeDuc           | [ 27 ] |

### Pary taneczne
| Zawody                       | 1. miejsce                             | 2. miejsce                            | 3. miejsce                                   | Źr.    |
| ---------------------------- | -------------------------------------- | ------------------------------------- | -------------------------------------------- | ------ |
| Lombardia Trophy             | Charlène Guignard / Marco Fabbri       | Lilah Fear / Lewis Gibson             | Cecilia Törn / Jussiville Partanen           | [ 28 ] |
| U.S. International Classic   | Madison Hubbell / Zachary Donohue      | Kana Muramoto / Chris Reed            | Alexandra Paul / Mitchell Islam              | [ 29 ] |
| Nebelhorn Trophy             | Anna Cappellini / Luca Lanotte         | Madison Chock / Evan Bates            | Piper Gilles / Paul Poirier                  | [ 30 ] |
| Autumn Classic International | Tessa Virtue / Scott Moir              | Kaitlin Hawayek / Jean-Luc Baker      | Laurence Fournier Beaudry / Nikolaj Sørensen | [ 31 ] |
| Memoriał Ondreja Nepeli      | Jekatierina Bobrowa / Dmitrij Sołowjow | Madison Chock / Evan Bates            | Tiffany Zahorski / Jonathan Guerreiro        | [ 32 ] |
| Finlandia Trophy             | Aleksandra Stiepanowa / Iwan Bukin     | Madison Hubbell / Zachary Donohue     | Tiffany Zahorski / Jonathan Guerreiro        | [ 33 ] |
| Warsaw Cup                   | Jekatierina Bobrowa / Dmitrij Sołowjow | Tiffany Zahorski / Jonathan Guerreiro | Lucie Mysliveckova / Lukas Csolley           | [ 34 ] |
| Tallinn Trophy               | Jelena Iljinych / Rusłan Żyganszyn     | Isabella Tobias / Ilja Tkaczenko      | Elliana Pogrebinsky / Alex Benoit            | [ 35 ] |
| Golden Spin of Zagreb        | Charlène Guignard / Marco Fabbri       | Kaitlin Hawayek / Jean-Luc Baker      | Alisa Agafonova / Alper Uçar                 | [ 36 ] |

## Klasyfikacja generalna
| Poz. | Zawodnik          | Nota końcowa |
| ---- | ----------------- | ------------ |
| 1    | Jason Brown       | 510,53       |
| 2    | Aleksandr Pietrow | 455,13       |
| 3    | Max Aaron         | 444,86       |
| 4    | Brendan Kerry     | 444,34       |
| 5    | Jorik Hendrickx   | 441,36       |
| 6    | Roman Sawosin     | 440,43       |
| 7    | Keegan Messing    | 438,40       |
| 8    | Alexei Bychenko   | 431,83       |
| 9    | Timothy Dolensky  | 426,91       |
| 10   | Anton Szulepow    | 424,63       |

| Poz. | Zawodniczka              | Nota końcowa |
| ---- | ------------------------ | ------------ |
| 1    | Jelizawieta Tuktamyszewa | 377,96       |
| 2    | Mirai Nagasu             | 365,97       |
| 3    | Mariah Bell              | 351,91       |
| 4    | Alona Leonowa            | 342,51       |
| 5    | Amber Glenn              | 341,28       |
| 6    | Kim Na-hyun              | 338,18       |
| 7    | Sierafima Sachanowicz    | 332,03       |
| 8    | Aleksandra Awstrijska    | 319,34       |
| 9    | Park So-youn             | 318,80       |
| 10   | Karen Chen               | 317,71       |

| Poz. | Zawodnicy                                | Nota końcowa |
| ---- | ---------------------------------------- | ------------ |
| 1    | Valentina Marchei / Ondřej Hotárek       | 368,82       |
| 2    | Nicole Della Monica / Matteo Guarise     | 365,78       |
| 3    | Kristina Astachowa / Aleksiej Rogonow    | 349,54       |
| 4    | Haven Denney / Brandon Frazier           | 334,45       |
| 5    | Ashley Cain / Timothy LeDuc              | 330,81       |
| 6    | Mari Vartmann / Ruben Blommärt           | 327,29       |
| 7    | Goda Butkutė / Nikita Jermołajew         | 295,24       |
| 8    | Lana Petranovič / Antonio Souza-Kordeiru | 292,25       |
| 9    | Minerva Fabienne Hase / Nolan Seegert    | 277,16       |
| 10   | Rebecca Ghilardi / Filippo Ambrosini     | 273,18       |

| Poz. | Zawodnicy                                    | Nota końcowa |
| ---- | -------------------------------------------- | ------------ |
| 1    | Jekatierina Bobrowa / Dmitrij Sołowjow       | 362,44       |
| 2    | Madison Chock / Evan Bates                   | 350,10       |
| 3    | Charlène Guignard / Marco Fabbri             | 342,42       |
| 4    | Tiffany Zahorski / Jonathan Guerreiro        | 338,66       |
| 5    | Kaitlin Hawayek / Jean-Luc Baker             | 337,86       |
| 6    | Madison Hubbell / Zachary Donohue            | 332,66       |
| 7    | Isabella Tobias / Ilja Tkaczenko             | 328,12       |
| 8    | Elliana Pogrebinsky / Alex Benoit            | 323,01       |
| 9    | Alisa Agafonowa / Alper Uçar                 | 322,02       |
| 10   | Laurence Fournier Beaudry / Nikolaj Sørensen | 301,69       |